# Уэст-Пойнт (Миссисипи)
Уэст-Пойнт (англ.  West Point ) — город и административный центр округа Клей в штате Миссисипи США.

## Описание
Административный центр округа Клей с 1874 года. Находится в восточной части Миссисипи, в 47 милях (76 км) к югу от Тьюпело. Вместе с Колумбусом и Старквиллом он образует промышленный регион Золотой Треугольник. Он был разработан на земле, известной как «Зернохранилище Дикси», которая была продана Джеймсу Робертсону (1844 г.) двумя коренными американцами. Там произошло небольшое сражение (февраль 1864 г.) во время Гражданской войны в США.
В настоящее время город в основном является пенсионным сообществом. Мясопереработка и производство металлических изделий также важны. Колледж Мэри-Холмс был основан там в 1892 году. Фестиваль искусств Прэри-Артс проводится каждое лето; неподалеку находится особняк Уэйверли (ок. 1852 г.), одна из крупнейших сохранившихся довоенных плантаций на Юге. Инкорпорирован с 1858 года. Население в 2000 году — 12 145; в 2010 году — 11 307 жителей. 

## Население
1. Н/Д[4]
2. Н/Д[5]